# Hecalus lefroyi
Hecalus lefroyi är en insektsart som beskrevs av William Lucas Distant 1908. Hecalus lefroyi ingår i släktet Hecalus och familjen dvärgstritar. Inga underarter finns listade i Catalogue of Life.